# Blaesoxipha speciosa
Blaesoxipha speciosa är en tvåvingeart som först beskrevs av Guilherme A.M.Lopes 1946.  Blaesoxipha speciosa ingår i släktet Blaesoxipha och familjen köttflugor. Inga underarter finns listade i Catalogue of Life.